# Colonia Santa Cecilia, delstaten Mexiko
Colonia Santa Cecilia är en ort i Mexiko, tillhörande kommunen Apaxco i den nordvästra delen av delstaten Mexiko, i den centrala delen av landet. Orten hade 237 invånare vid folkräkningen 2010.